# Parlamentswahl in Finnland 1939
- PMP: 2
- SDP: 85
- ED: 6
- RKP: 18
- ML: 56
- KOK: 25
- IKL: 8

Die Parlamentswahl in Finnland 1939 (finnisch Eduskuntavaalit 1939; schwedisch Riksdagsvalet 1939) fand am 1. und 2. Juli 1939 statt. Es war die Wahl zum 17. finnischen Parlament.
Die letzte Parlamentswahl am 1. und 2. Juli 1936 hatten zunächst eine Minderheitsregierung unter Kyösti Kallio vom Landbund zur Folge. Im März 1937 wurde Kyöst Kallio finnischer Präsident und Aimo Cajander von der kleinen Fortschrittspartei bildete als sein Nachfolger eine mehrheitsfähige Koalition aus Sozialdemokraten, Landbund, der Schwedischen Volkspartei und der Fortschrittspartei. Diese Regierung schaffte es, sich ein breites Vertrauen in der Bevölkerung zu sichern. Nach der wirtschaftlich schwierigen Zeit um 1930 verbesserte sich die Lage doch spürbar. Die Regierung ebnete mit Gesetzen den Weg zum Wohlfahrtsstaat, so wurde unter anderem ein gesetzlich garantierter Jahresurlaub eingeführt. In der Außenpolitik verfolgte man das Ziel der Neutralität und die Partnerschaft mit den anderen skandinavischen Staaten.
Die Sozialdemokraten, die schon bei den letzten Parlamentswahlen stetig hinzu gewannen, kamen erstmals über die Marke von 500.000 Stimmen. Im Parlament verfügten sie nun über 85 der 200 Sitze, zwei Sitze mehr als bisher. Der Landbund, der wie die Sozialdemokraten ebenfalls bisher in der Regierung vertreten war, gewann drei Size hinzu. Die stärksten Gewinne fuhr aber die konservative Sammlungspartei ein. Sie konnte zu ihren bislang 20 Sitzen fünf weitere hinzufügen. Gleich sechs Sitze verlor dagegen der frühere Wahlbündnispartner der Sammlungspartei, die Vaterländische Volksbewegung.

## Teilnehmende Parteien
Es traten 8 verschiedene Parteien zur Wahl an.
Folgende Parteien waren bereits im Parlament vertreten:
| Partei | Partei | Ausrichtung        | Spitzenkandidat      |
| ------ | --- | ------------------ | -------------------- |
|        | Sozialdemokratische Partei Finnlands Suomen Sosialidemokraattinen Puolue (SDP) Finlands Socialdemokratiska Parti | sozialdemokratisch | Kaarlo Harvala       |
|        | Landbund Maalaisliitto (ML) Agrarförbundet                                                                       | sozialliberal      | Petter Heikkinen     |
|        | Schwedische Volkspartei Ruotsalainen Kansanpuolue (RKP) Svenska Folkpartiet (SFP)                                | liberal            | Ernst von Born       |
|        | Nationale Sammlungspartei Kansallinen Kokoomus (KOK) Samlingspartiet                                             | konservativ        | Pekka Pennanen       |
|        | Vaterländische Volksbewegung Isämaallinnen Kansanliike (IKL) Fosterländska Folkrörelsen                          | nationalistisch    | Vilho Annala         |
|        | Nationale Fortschrittspartei Kansallinen Edistyspuolue (ED) Framstegspartiet                                     | liberal            | Aimo Kaarlo Cajander |
|        | Kleinbauern- und Landvolkpartei Suomen Pienviljelijäin ja Maalaiskansan Puolue (PMP)                             | linkspopulistisch  |                      |

## Wahlergebnis
Die Wahlbeteiligung lag bei 66,6 Prozent und damit 3,7 Prozentpunkte über der Wahlbeteiligung bei der letzten Parlamentswahl 1936.
| Partei            | Partei                                     | Stimmen   | Stimmen | Stimmen | Sitze  | Sitze |
| Partei            | Partei                                     | Anzahl    | %       | +/−     | Anzahl | +/−   |
| ----------------- | ------------------------------------------ | --------- | ------- | ------- | ------ | ----- |
|                   | Sozialdemokratische Partei Finnlands (SDP) | 515.980   | 39,77   | +1,18   | 85     | +2    |
|                   | Landbund (ML)                              | 296.529   | 22,86   | +0,45   | 56     | +3    |
|                   | Nationale Sammlungspartei (KOK)            | 176.215   | 13,58   | +3,22   | 25     | +5    |
|                   | Schwedische Volkspartei (RKP)              | 124.720   | 9,61    | −1,59   | 18     | −3    |
|                   | Vaterländische Volksbewegung (IKL)         | 86.219    | 6,65    | −1,69   | 8      | −6    |
|                   | Nationale Fortschrittspartei (ED)          | 62.387    | 4,81    | −1,47   | 6      | −1    |
|                   | Kleinbauern- und Landvolkpartei (PMP) (*)  | 27.783    | 2,14    | −0,46   | 2      | —     |
|                   | Schwedische Linke (RV)                     | 5.980     | 0,46    | +0,46   | —      | —     |
|                   | Sonstige                                   | 1.506     | 0,12    | −0,09   | —      | —     |
| Gesamt            | Gesamt                                     | 1.297.319 | 100,00  |         | 200    |       |
| Gültige Stimmen   | Gültige Stimmen                            | 1.297.319 | 99,61   |         |        |       |
| Ungültige Stimmen | Ungültige Stimmen                          | 5.029     | 0,39    |         |        |       |
| Wahlbeteiligung   | Wahlbeteiligung                            | 1.302.348 | 66,56   |         |        |       |
| Wahlberechtigte   | Wahlberechtigte                            | 1.956.807 | 100,00  |         |        |       |
| Quelle:           |                                            |           |         |         |        |       |

- (*) Vergleichswert: Wahlergebnis 1936 von Kleinbauernpartei Finnlands und Volkspartei zusammen

## Nach der Wahl
Knapp fünf Monate nach der Wahl begann mit dem Einmarsch sowjetischer Soldaten der Winterkrieg 1939/40. Das Kabinett Cajander III, das seit dem 12. März 1937 die Regierung bildete, wurde kurz darauf am 1. Dezember 1939 vom Kabinett Ryti I unter Ministerpräsident Risto Ryti von der Fortschrittspartei abgelöst. Diese Koalition aus Sozialdemokraten, Landbund, Schwedischer Volkspartei und Fortschrittspartei blieb bis zum 27. März 1940, zwei Wochen nach dem Ende des Winterkrieges, im Amt. Danach bildete Risto Ryti eine Regierung, zu der alle Parteien außer der Vaterländischen Volksbewegung und die Kleinbauernpartei gehörten. Diese „Kriegskoalition“ wurde unter verschiedenen Ministerpräsidenten bis 1944 gehalten, wobei zwischenzeitlich auch die Vaterländische Volksbewegung und die Kleinbauern in die Regierung mit aufgenommen wurden. Nach dem Ende des Fortsetzungskrieges trat die Sammlungspartei wieder aus der Regierung aus. Der parteilose Juho Kusti Paasikivi, der bereits 1918 ein halbes Jahr Ministerpräsident war, übernahm nun das Amt des Regierungschefs. In dieser Regierung waren nun auch die legalisierten, von der finnischen kommunistischen Partei SKP dominierten Volksdemokraten (SKDL) vertreten.
Die Sozialdemokratische Partei schloss 1940/41 sechs Abgeordnete aus der Partei aus, da diese die Aufnahme von Friedensverhandlungen mit der Sowjetunion forderten. Die sechs gründeten daraufhin eine Sozialistische Parlamentsfraktion, die 1942 jedoch aufgelöst wurde, da ihre Mitglieder aus politischen Gründen verhaftet wurden.
Übersicht der Kabinette:
1. Kabinett Ryti I – Risto Ryti (Fortschrittspartei) – Regierung: Sozialdemokraten, Landbund, Schweden, Fortschrittspartei (1. Dezember 1939 bis 27. März 1940)
2. Kabinett Ryti II – Risto Ryti (Fortschrittspartei) – Regierung: Sozialdemokraten, Landbund, Sammlungspartei, Schweden, Fortschrittspartei (27. März 1940 bis 4. Januar 1941)
3. Kabinett Rangell – Jukka Rangell (Fortschrittspartei) – Regierung: Sozialdemokraten, Landbund, Sammlungspartei, Schweden, Fortschrittspartei, Vaterl. Volksbew. (4. Januar 1941 bis 5. März 1943)
4. Kabinett Linkomies – Edwin Linkomies (Sammlungspartei) – Regierung: Sozialdemokraten, Landbund, Sammlungspartei, Schweden, Fortschrittspartei (5. März 1943 bis 8. August 1944)
5. Kabinett Hackzell – Anders Hackzell (parteilos) – Regierung: Sozialdemokraten, Landbund, Sammlungspartei, Schweden, Fortschrittspartei (8. August 1944 bis 21. September 1944)
6. Kabinett Urho Castrén – Urho Castrén (Sammlungspartei) – Regierung: Sozialdemokraten, Landbund, Sammlungspartei, Schweden, Fortschrittspartei (21. September 1944 bis 17. November 1944)
7. Kabinett Paasikivi II – Juho Kusti Paasikivi (parteilos) – Regierung: Sozialdemokraten, Landbund, Schweden, Fortschrittspartei, Volksdemokraten (zuvor Sozialdemokraten) (17. November 1944 bis 17. April 1945)